# 623 (tal)
623 är det naturliga heltal som följer 622 och följs av 624.

## Matematiska egenskaper
- 623 är ett udda tal.
- 623 är ett semiprimtal[1].
- 623 är ett sammansatt tal.
- 623 är ett glatt tal.

## Inom vetenskapen
- 623 Chimaera, en asteroid.